# Flipkart
Flipkart est une entreprise indienne de commerce en ligne basée à Bangalore.

## Histoire
En juillet 2017, Flipkart annonce faire une offre d'acquisition sur Snapdeal, une autre entreprise de commerce électronique indienne, pour entre 900 et 950 millions de dollars.
Le 9 mai 2018, Walmart annonce la prise de contrôle à hauteur de 77 % du capital de Flipkart, pour un montant de 16 milliards de dollars comprenant un apport en fonds propres de 2 milliards. L’opération valorise la cible indienne à 20,8 milliards de dollars.
En juillet 2020, Flipkart annonce l'acquisition des activités indiennes de cash-and-carry de Walmart.
Flipkart teste depuis un certain temps son interface de paiement unifiée (UPI) avec un ensemble sélectionné d'utilisateurs et le 25 février 2024, Flipkart a officiellement annoncé le lancement de Flipkart UPI-Bharar ka apna UPI en Inde.